# 문수물놀이장

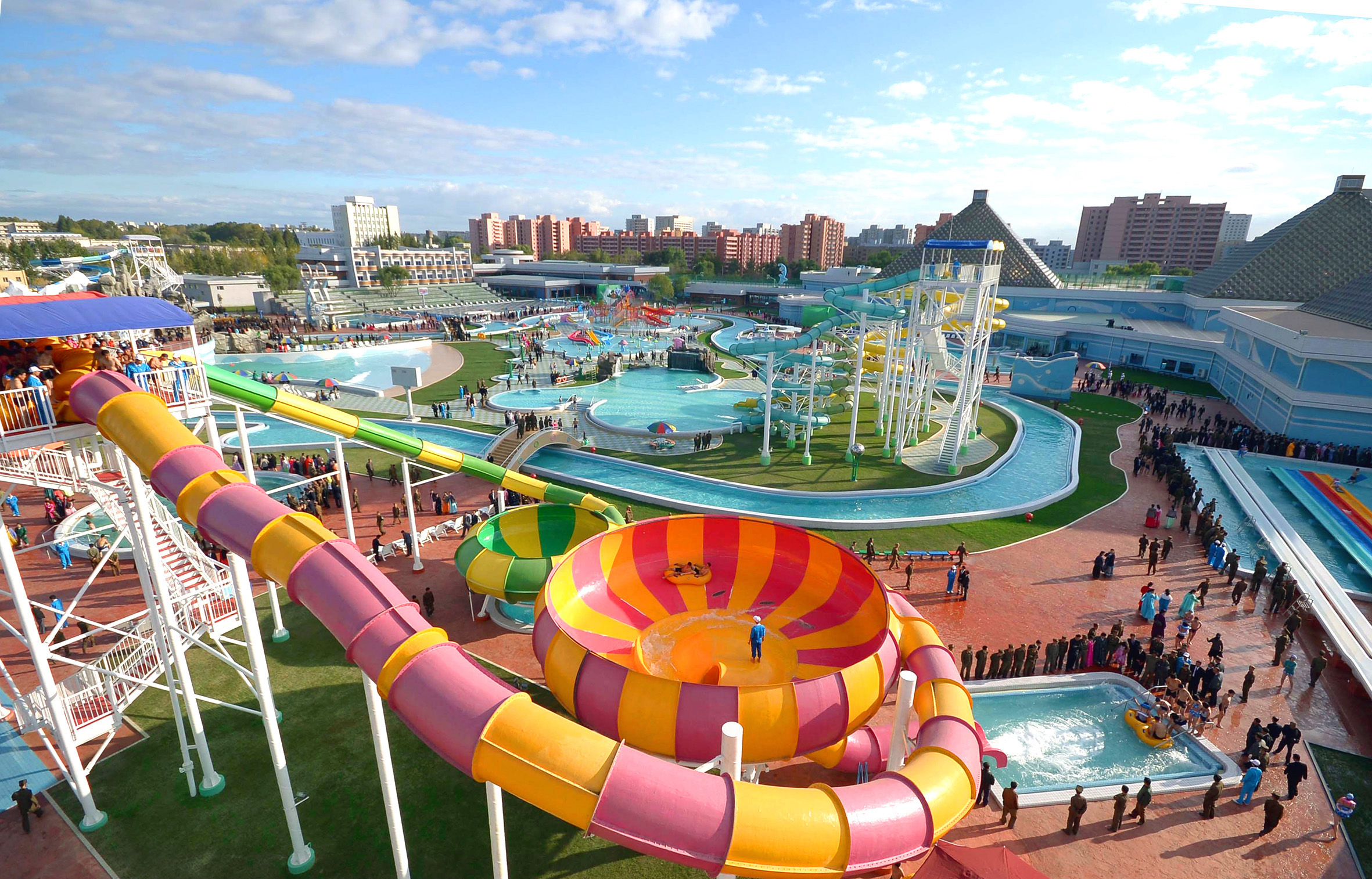
평양 문수물놀이장 2013년 10월 15일 전경

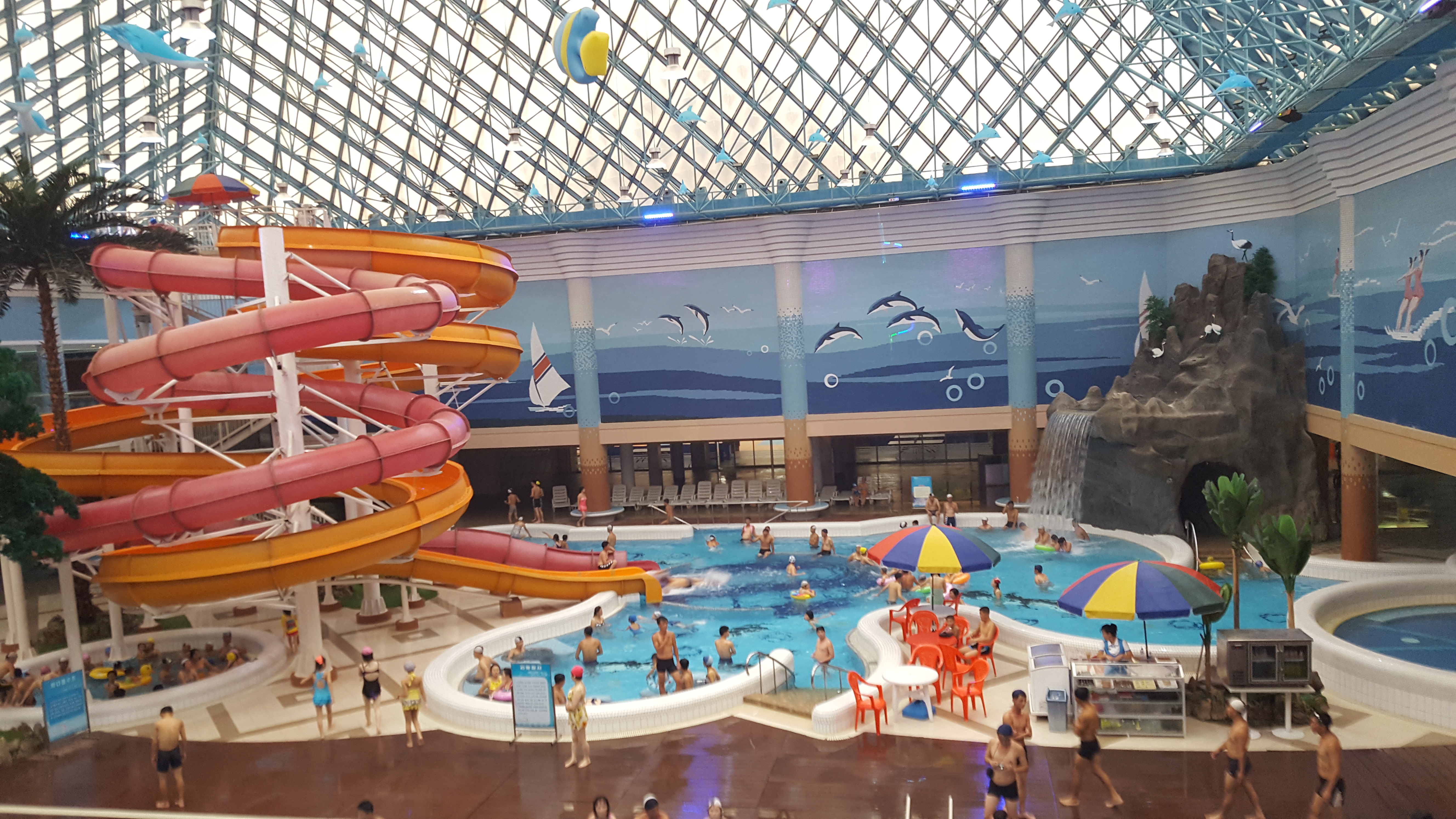
문수물놀이장의 실내 수영장

문수물놀이장(紋繡戲水場, 영어: Munsu Water Park)은 조선민주주의인민공화국의 평양직할시 대동강구역에 위치한 워터파크이다.
문수물놀이장은 김정은의 지시로 2013년 초부터 공사가 시작되어 2013년 10월 15일 준공식을 했으며, 109,000m²의 면적에 27개의 미끄럼틀, 야외 물놀이장과 실내 물놀이장, 체육관 그리고 암벽 등반 시설 등을 갖추고 있다.

## 시설
문수물놀이장의 로비에는 김정일의 실물같은 총천연색 전신상이 있으며, 북측 선전 매체에 의하면 실내 물놀이장은 2개의 뾰족지붕을 머리에 이고 있는 독특한 건축형식을 보여주고 있는데, 수영, 파도, 염수, 초음파 등의 15개 수조가 있고 참숯, 소금, 황토 한증방들과 산림욕방, 산소방 등의 9개 한증방들도 갖추고 있다. 공간을 효과적으로 이용한 야외 물놀이장은 급강하 물미끄럼틀을 비롯한 다양한 물미끄럼틀과 서해의 바닷물이 출렁이는 바닷물 수조 등 10여 개에 달하는 수조들이 있다. 배구장, 인공폭포 그리고 묘향산과 금강산의 기암절벽들을 본뜬 인공 바위산이 있으며, 실내 물놀이장과 같은 뾰족지붕 모습의 체육관에는 농구·배구장과 볼링장이 있다. 물놀이장 이외에도 빵집과 커피전문점, 패스트푸드 식당, 간이 양조장과 이발소 등의 편의시설이 갖추어져 있다.

## 인민사랑으로의 선전
이른바 사회주의 문명국가 건설을 내세우며 준공된 문수물놀이장은 2013년 10월 문을 연 이래 3년 동안 180만 명이 입장했다고 조선중앙방송은 보도했다. 김정은은 문수물놀이장의 준공까지 3번이나 방문하여 현지지도를 하였으며 비슷한 시기에 완공된 릉라인민유원지, 미림승마구락부와 함께 김정은 정권의 이른바 인민사랑 후대사랑을 상징하는 치적물로 선전되고 있다. 노동신문은 2016년 7월 11일 자에서 "문수물놀이장에서 한껏 즐기는 사람들은 인민을 그토록 사랑하는 김정은의 하늘같은 은덕과 눈물겨운 노고를 부디 잊지 말라"고 보도하였다. 즉, 사회주의 문명의 혜택을 마음껏 누리게 하려는 노동당의 은정 속에 세워진 세계적 수준의 종합적인 물놀이장이라고 김정은 정권은 선전하고 있지만, 4시간 동안의 문수물놀이장 물놀이를 위해서는 조선민주주의인민공화국 평균 노동자 주급의 1/3을 치러야 한다고 알려졌다.

## 방송
- 걸어서 세계속으로 572회 - 평양 속으로 (2018년 9월 15일)

## 같이 보기
- 마식령 스키장
- 릉라인민유원지
- 미림승마구락부